# GCZ-110
Der GCZ-110 ist ein vom chinesischen Rüstungskonzern Norinco entwickelter Pionierpanzer, der auf der Wanne des Typ 79 basiert. Er wird zum Herstellen von Ein- und Ausfahrten sowie Zu- und Abfahrten an Gewässerübergangsstellen, zum Befahrbarmachen des Gewässergrundes sowie zum Anlegen, Beseitigen von Hindernissen und Sperren auf dem Gefechtsfeld und zur Minenräumung eingesetzt.

## Entwicklungsgeschichte
Der GCZ-110 basiert auf der Wanne des chinesischen Kampfpanzers Typ 79 und das Kettenfahrgestell des Type 96. Die Wanne wurde für die Aufbauten geringfügig modifiziert. Der Pionierpanzer wurde 1994 entwickelt und orientierte sich konzeptionell an den sowjetischen Berge- und Pionierfahrzeugen. Gemäß SIPRI sind keine Exporte dieses Fahrzeuges bekannt.

## Technik
An der Vorderseite des GCZ-110 ist ein hydraulisch absenkbares Räumschild montiert, das in horizontaler Position eine maximale Schubtiefe von 40 cm erreichen kann. Das Schild lässt sich V-förmig umknicken, um zum Beispiel Erd- oder taktische Gefechtshindernisse wegzuschieben.
Während der Fahrt kann das Räumschild um ca. 110° angehoben werden. In vielerlei Hinsicht ist diese Planiervorrichtung ähnlich wie bei der sowjetischen IMR-Serie. In der Mitte der Wanne des GCZ-110, wo sich normalerweise der Geschützturm befindet, ist ein hydraulisch angetriebener 16-Tonnen-Teleskopkranarm verbaut, der in Marschposition auf dem Fahrzeug nach hinten gerichtet aufliegt. Wenn der Ausleger vollständig auf 3,5 m ausgefahren ist, kann er eine maximale Last von 16 Tonnen heben, während er in Bewegung bis zu drei Tonnen anheben kann. Die maximale Hubhöhe wird mit 8,4 m angegeben und dient zum Hochheben von Panzertürmen und Antriebsaggregaten oder gar zum Anheben von leichteren Fahrzeugen. Eine Bergewinde ist ebenfalls vorhanden. Der GCZ-110 scheint serienmäßig mit Kranhaken ausgestattet zu sein, ob diese mit anderen Anschlagmittel wie Greifer zu ersetzen sind, ist laut Jane’s nicht bekannt.